# アンティクロス
アンティクロス（古希: Ἀντίκλος, 'Antiklos）は、ギリシア神話の人物である。トロイア戦争に参加したギリシア軍の武将の1人で、木馬作戦に参加したことで知られる。しかしトロイアに木馬が運び込まれたとき、ヘレネーはデーイポボスとともに木馬の前にやって来て、ギリシア軍の武将たちが潜んでいないか、武将の妻の声をそっくりに真似て木馬に語りかけた。中にいる武将たちは涙を流しながら耐えたが、アンティクロスは妻ラーオダメイアの声に思わず返事をしそうになった。オデュッセウスはとっさにアンティクロスの口を押さえこんだが、その力が強すぎたため、アンティクロスは窒息死してしまった。